# Архиерейский дом (Таганрог)
Архиерейский дом, также Дом Кирсанова — полутораэтажное строение на улице Чехова, 129 в Таганроге Ростовской области.Объект культурного наследия регионального значения с 18 ноября 1992 года.

## История

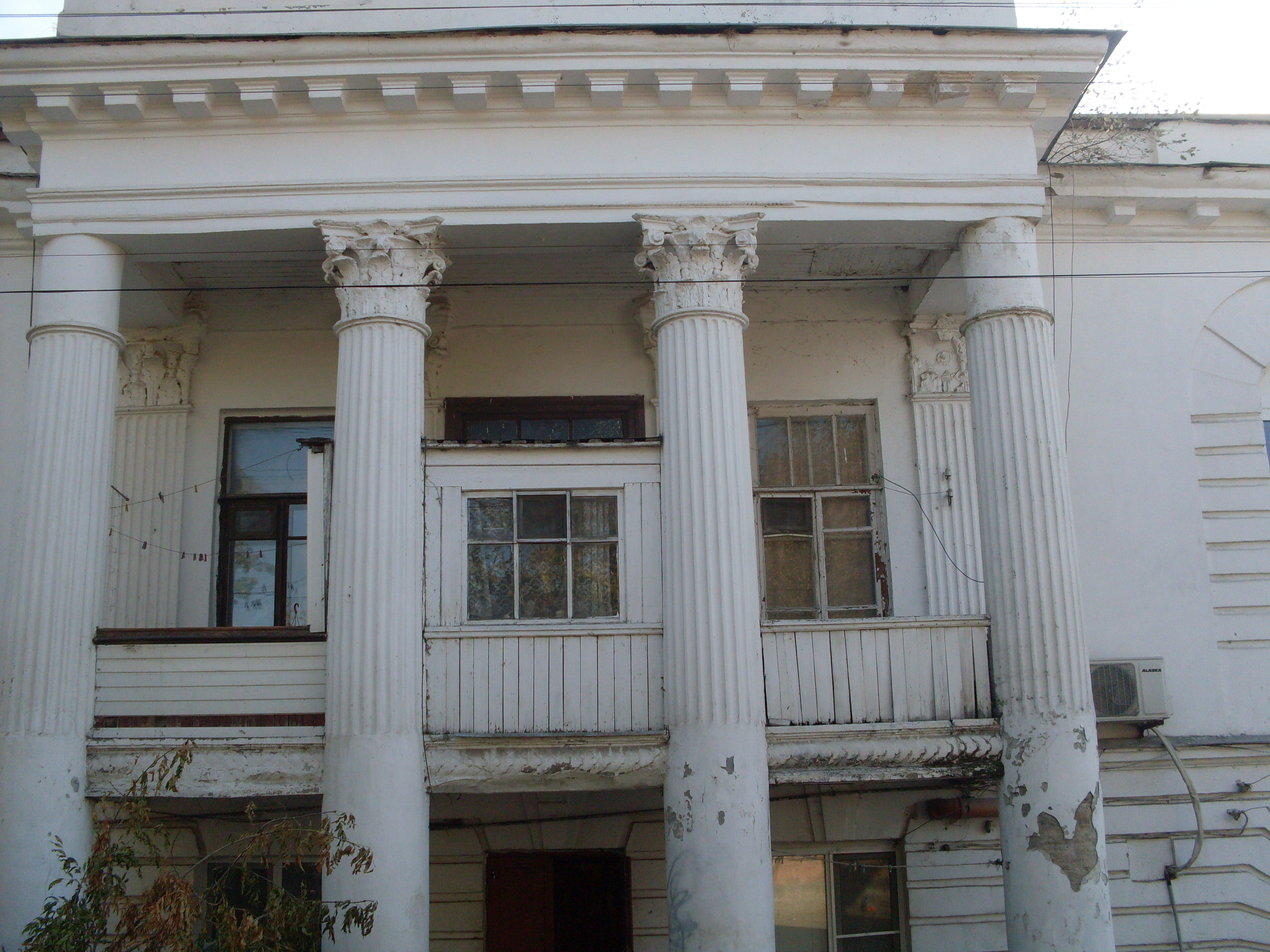
Фасад архиерейского дома

Архиерейский дом был построен в 1824 году и являлся собственностью генерала Х.П. Кирсанова.  В 1860 году домовладение перешло в собственность генералу Александровскому, который устроил возле дома сад с привезенными из Италии беломраморными скульптурами.
В 1890 году здание было продано городу и в нем разместилась артиллерийская бригада и лазарет. С 1911 года в доме располагалась квартира архиерея и его канцелярия, здесь была домовая церковь. Церковь действовала до 1950-х гг., затем была закрыта, а особняке стали располагаться коммунальные квартиры.

## Описание
Первый этаж особняка рустован. Колонны соединяются с балюстрадой на уровне второго этажа. Карниз здания украшен целым рядом небольших выступов — дентикулов, которые принимают прямоугольную форму. Бельэтаж выделяют высокие окна полуциркульной формы, с наличниками, которые принимают вид рустов. У дома есть крытая галерея, перекрытие которой упирается на четыре колонны коринфского ордена, их украшают каннелюры на высоких цоколях, своими фундаментами они опираются на землю. Над фризом располагается аттик с 4 нишами: 2 из них располагаются на главном фасаде, и по 1 на боковых стенах. Дом Кирсанова — один из примеров построек таганрогских зданий в стиле классицизма.